# Intelligence des abeilles

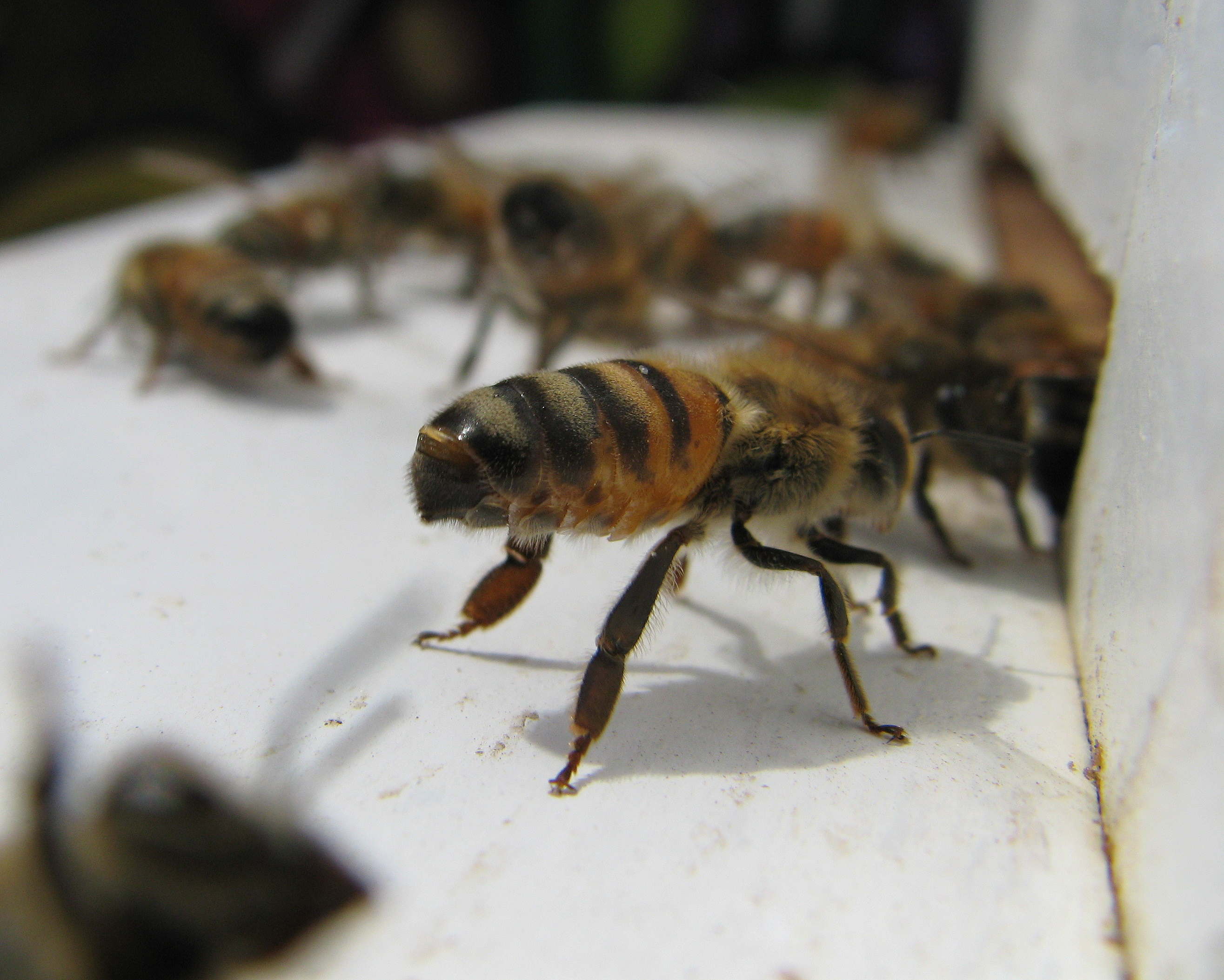
Abeille ouvrière qui ventile à l'entrée de la ruche, diffusant ainsi la qui oriente le retour des butineuses à la ruche.

L’intelligence des abeilles fait l'objet de nombreuses études. Les expériences réalisées par les éthologistes, et par les neurobiologistes du comportement, sur les abeilles montrent que ces animaux à l’organisation sociale particulière (animaux eusociaux) ont des facultés cognitives étonnantes de telle sorte qu'on puisse parler d'intelligence individuelle alors qu'elles sont pourvues d'un cerveau de 1 mm3 contenant seulement 960 000 neurones. Elles forment de plus des communautés sociales capables d'adaptation intelligente lorsqu'elles sont en groupe : on parle alors d'intelligence collective.

## Apprentissage et mémorisation

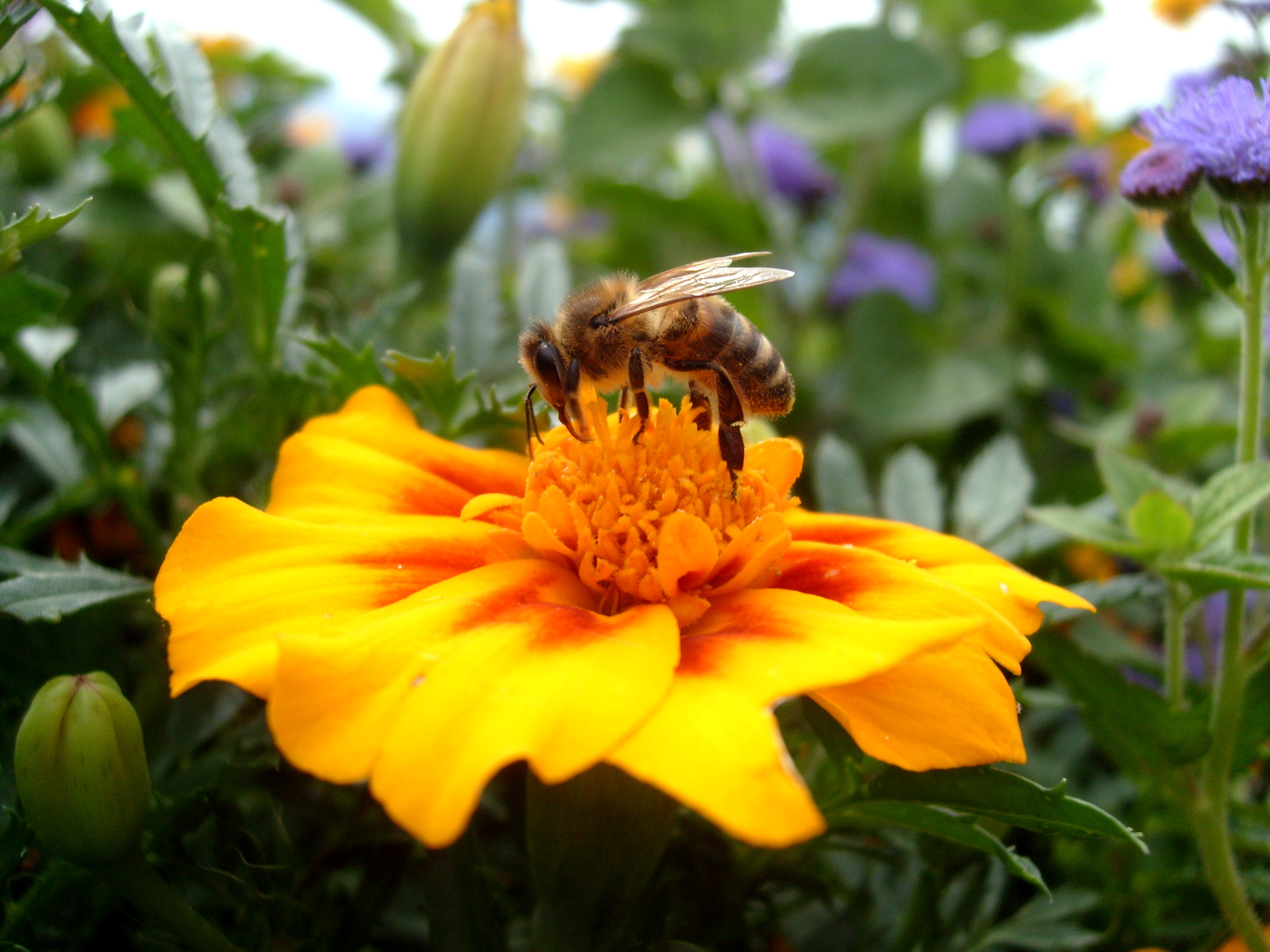
Abeille collectant du pollen.

L'abeille individuelle a été utilisée historiquement comme modèle pour l'étude et la compréhension de formes simples d'apprentissage (apprentissage dit "élémentaire") de par la facilité à établir des protocoles de conditionnement contrôlés dans le laboratoire. Ainsi, il est possible de conditionner des abeilles à faire des choix de stimuli visuels dans des labyrinthes en Y où des images ou couleurs sont récompensées. Il est aussi possible d'entrainer des abeilles harnachées à faire des associations simples entre une odeur et une récompense de solution sucrée. Ce dernier protocole est appelé le conditionnement olfactif de l'extension du proboscis, le proboscis étant la langue de l’abeille. L'abeille apprend ainsi qu'une odeur anticipe l'arrivée de solution sucrée et produit le réflexe d’extension du proboscis à l'odeur qui devient l’équivalent de la solution sucrée. Une seule expérience d'association entre odeur et sucre permet d’établir une mémoire durable qui peut durer pendant plusieurs jours et qui est stabilisée par la synthèse de protéines dans le cerveau de l'abeille.

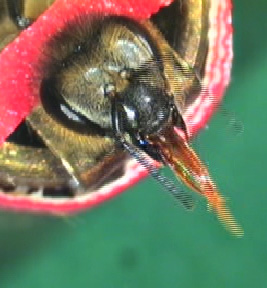

Au-delà de ces capacités d'apprentissage simple, qui donnent lieu à des mémoires robustes guidant leur choix lors du butinage, l'abeille est dotée d'apprentissages de haut niveau, attribués longtemps exclusivement aux vertébrés, comme l'ont montré de nombreux travaux réalisés par le scientifique franco-argentin Martin Giurfa. Parmi ceux-ci se trouvent les facultés de catégorisation, de formation de concepts abstraits, y compris le sens de la numerosité (capacité à compter), et la capacité à naviguer en utilisant des cartes mentales du terrain environnant leur ruche démontrée par le scientifique allemand Randolf Menzel. Cette dernière capacité avait déjà été suggérée en 1983 par les expériences de l'éthologiste James L. Gould (en). 
La catégorisation visuelle a été montrée à partir d’expériences où les abeilles étaient entraînées à discriminer des images en fonction de leur symétrie (ou asymétrie) bilatérale. Les abeilles ont appris à associer symétrie, ou absence de symétrie, avec la récompense alimentaire d'eau sucrée et on choisi correctement de nouvelles images symétriques ou asymétriques qu'elles n'avaient jamais vu, en fonction de l’entraînement reçu. Elles ont ainsi montré leur capacité à catégoriser et classifier des images en tant que symétriques ou asymétriques.

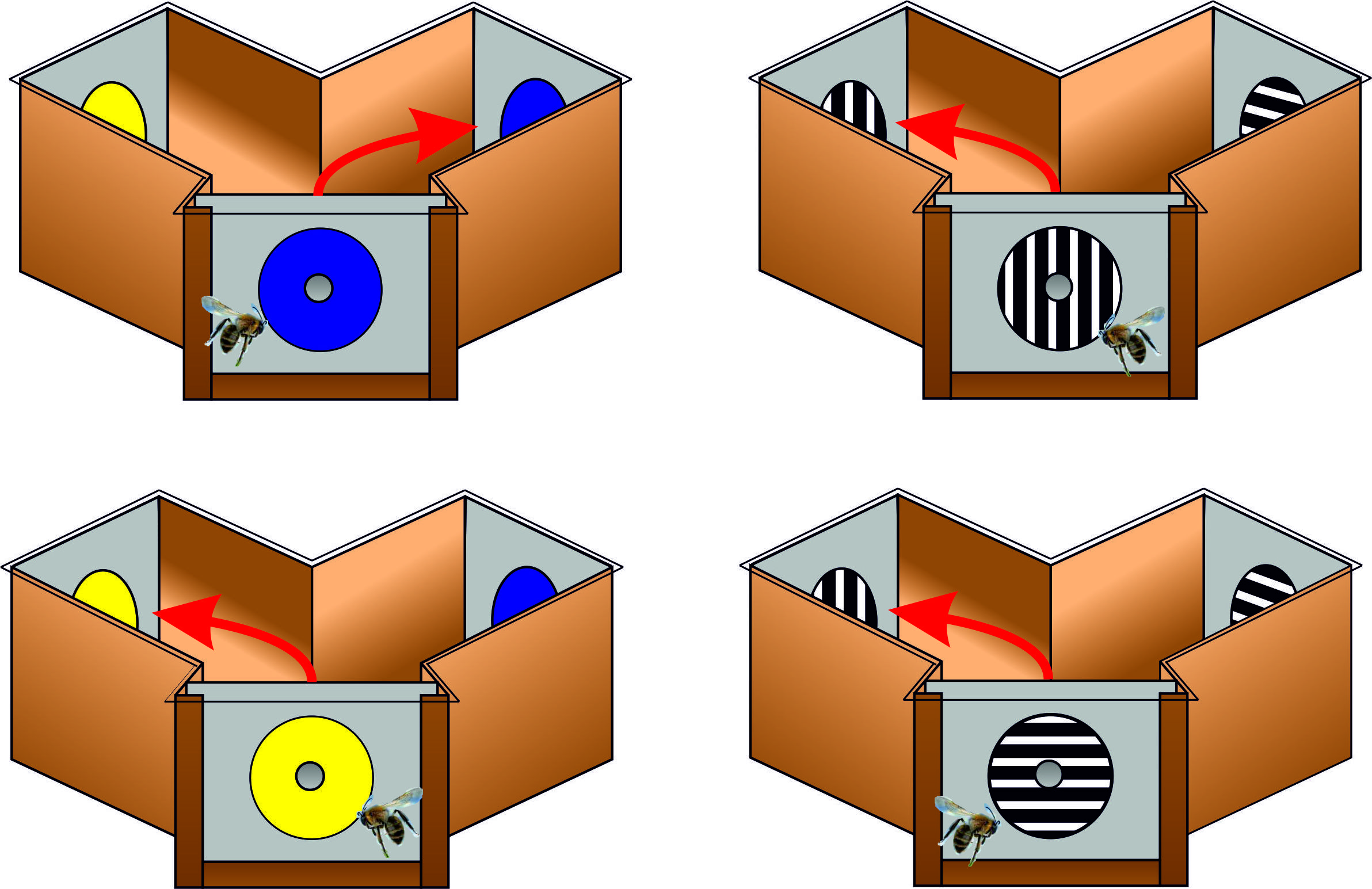
Des abeilles entraînées à choisir dans un labyrinthe en Y l'image affichée à l'entrée, indépendamment de l'image proposée (règle d'équivalence : « choisis ce qu’on te montre indépendamment de ce qu’on te montre »)

L'apprentissage de concepts présuppose la faculté à apprendre des règles relationnelles telles que "différent de", "équivalent à", etc. Cette capacité a été démontrée pour la première fois à partir d’expériences où des abeilles apprenaient à choisir des images dans un labyrinthe en Y en fonction d'une première image perçue à l’entrée du labyrinthe. Les abeilles ayant appris la règle "choisis ce qu'on te montre à l’entrée du labyrinthe, indépendamment de ce qu'on te montre" (règle d’équivalence) ont appris a choisir correctement les images malgré la variation régulière de celles-ci à l’entrée du labyrinthe.
Privée de sommeil, elles perdent leur capacité de mémorisation. Le sommeil permet de consolider leurs facultés de mémorisation concernant l'orientation, comme le montrent des expériences dans lesquelles des émetteurs radio miniature sont  collés sur le dos de butineuses.
La vitesse d'apprentissage d'une abeille dépend du type de stimulus visuel, temporel et olfactif (couleur et forme de la fleur, humidité, heure du jour, forme et lieu géographique, danger grâce à la perception d'une phéromone d'alarme à effet répulsif, charge électrique négative de la plante, l'abeille se chargeant d'électricité statique positivement dans l'atmosphère), les stimuli n'étant pas mémorisés séparément mais sous forme de « paquets d'apprentissages » (sets). Une abeille apprend ainsi le signal coloré d'une source de nectar en deux secondes mais mémorise les caractéristiques du panorama environnant le butin qu'à la fin du processus d'aspiration, lors de son envol.
L'abeille ouvrière qui vit deux à trois mois fait preuve d'adaptation, exerçant dans la ruche plusieurs activités successives, s'éloignant progressivement du centre de la ruche selon une spirale : nettoyeuse (d'abord de son alvéole puis celles voisines), puis de 5 à 15 jours nourrice (des petits et de la reine) ou de 5 à 20 jours bâtisseuse (d'abord des gâteaux de cire des alvéoles contenant les œufs et les petits, puis un peu plus en périphérie des alvéoles contenant le pollen et le miel), ventileuse à des âges variables, receveuse du pollen collecté par les butineuses et dont la qualité est évaluée par d'autres receveuses, et enfin sentinelle à l'entrée de la ruche (ailes déployées, mandibules ouvertes, pattes avant levées). Elle sort de la ruche vers l’âge de trois semaines et peut devenir butineuse, se spécialisant progressivement sur un type de fleur, sur du nectar ou du pollen. Enfin de 5 à 20 % des butineuses se transforment en éclaireuses explorant de nouveaux sites de nourritures.

## Communication

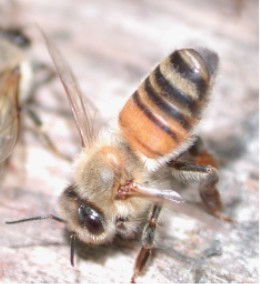
Abeille, abdomen relevé, ventilant la phéromone de Nassanov (la tache blanchâtre entre les deux derniers tergites de l'abdomen est la glande de Nassanov) pour favoriser l'essaimage dans une ruche vide.

Les phéromones sont des molécules chimiques libérées dans le milieu extérieur d'un organisme afin d'agir comme des messagers chimiques pour les membres de la même espèce. Elles déclenchent des réactions stéréotypées dans nombreux contextes comportementaux et assurent ainsi plusieurs fonctions biologiques. Les abeilles communiquent à partir de nombreuses phéromones qui sont détectées par les récepteurs olfactifs localisés dans des structures sensorielles appelées sensilles distribuées sur les antennes (on trouve 65 000 cellules sensorielles olfactives sur une antenne d'ouvrière, 30 000 sur une antenne de mâle). L'antenne est ainsi un organe du goût, de l'odorat mais aussi du toucher et participe activement à la communication tactile entre les abeilles. Cette communication chimique élaborée permet la cohésion de la ruche, la reconnaissance entre individus, la diffusion des alertes.
Dans la mesure où la communication par phéromones est un comportement inné, déclenchant des réactions stéréotypées chez les organismes récepteurs, elle aurait difficilement une place dans le contexte des comportements 'intelligents' des abeilles. Néanmoins, des découvertes récentes ont montré un effet insoupçonné des phéromones chez les abeilles (ainsi que sur d'autres insectes), à savoir, l’amélioration des processus d'apprentissage et de mémorisation. Des abeilles exposées à une phéromone appétitive, le géraniol, utilisée pour marquer des endroits attirants, montrent des performances d'apprentissage et de memoire olfactive améliorées dans le cadre du conditionnement olfactif de l'extension du proboscis (voir ci-dessus). Au contraire, l'exposition à une phéromone aversive, la 2-heptanone, utilisée dans des situations de danger potentiel, diminue l’efficacité de l'apprentissage et la memoire appétitive.
Ainsi les phéromones n'agissent pas seulement en tant que molécules pour la communication chimique mais sont aussi des actrices importantes dans les processus d'apprentissage et formation de la mémoire.
La danse des abeilles est un système de communication animale par lequel des abeilles butineuses ou exploratrices transmettent aux réceptrices restées dans la colonie la distance, la direction et la qualité de la source de nourriture où elles peuvent obtenir le nectar et le pollen des fleurs nécessaires à la production de miel.